# Osby pastorat
Osby pastorat är ett pastorat i Göinge kontrakt i Lunds stift i Osby kommun i Skåne län. 
Pastoratet bildades 2014 och består av följande församlingar:
- Loshults församling
- Osby-Visseltofta församling

Pastoratskod är 071512